# Rinkaby skjutfält
Rinkaby skjutfält este o arie protejată (arie specială de conservare — SAC, sit de importanță comunitară — SCI) din Suedia întinsă pe o suprafață de 775,4 ha, integral pe uscat.

## Localizare
Centrul sitului Rinkaby skjutfält este situat la coordonatele 55°57′58″N 14°18′36″E / 55.966°N 14.3101°E.

## Înființare
Situl Rinkaby skjutfält a fost declarat sit de importanță comunitară în ianuarie 1998 pentru a proteja 1 specie de plante. Situl a fost protejat și ca arie specială de conservare în martie 2011.

## Biodiversitate
Situată în ecoregiunile continentală și marină baltică, aria protejată conține 11 habitate naturale: Pajiști fino-scandinave uscate până la mezice, bogate în specii de altitudine mică, Dune de coastă fixe cu vegetație erbacee („dune gri”), Pajiști uscate europene, Recifuri, Vegetație anuală la limita mareei, Pajiști uscate seminaturale și facies de acoperire cu tufișuri pe substraturi calcaroase (Festuco-Brometalia) (* situri importante pentru orhidee), Dune împădurite din regiunile atlantică, continentală și boreală, Bancuri de nisip acoperite în permanență slab de apă marină, Terase mlăștinoase și terase nisipoase neacoperite de apă la reflux, Dune mobile de-a lungul țărmului cu Ammophila arenaria („dune albe”), Pajiști calcaroase din nisipuri xerice.
La baza desemnării sitului se află o specie protejată de  plante: Dianthus arenarius subsp. arenarius.